# Euagrus
Genre
Euagrus est un genre d'araignées mygalomorphes de la famille des Euagridae.

## Distribution
Les espèces de ce genre se rencontrent en Amérique du Nord et Amérique centrale ; sauf deux, à l'appartenance générique discutée, une d'Afrique du Sud et une de Taïwan.

## Liste des espèces
Selon World Spider Catalog (version 21.0, 22/06/2020) :
- Euagrus anops Gertsch, 1973
- Euagrus atropurpureus Purcell, 1903
- Euagrus carlos Coyle, 1988
- Euagrus cavernicola Gertsch, 1971
- Euagrus charcus Coyle, 1988
- Euagrus chisoseus Gertsch, 1939
- Euagrus comstocki Gertsch, 1935
- Euagrus formosanus Saito, 1933
- Euagrus garnicus Coyle, 1988
- Euagrus gertschi Coyle, 1988
- Euagrus guatemalensis F. O. Pickard-Cambridge, 1897
- Euagrus gus Coyle, 1988
- Euagrus josephus Chamberlin, 1924
- Euagrus leones Coyle, 1988
- Euagrus luteus Gertsch, 1973
- Euagrus lynceus Brignoli, 1974
- Euagrus mexicanus Ausserer, 1875
- Euagrus pristinus O. Pickard-Cambridge, 1899
- Euagrus rothi Coyle, 1988
- Euagrus rubrigularis Simon, 1890
- Euagrus troglodyta Gertsch, 1982
- Euagrus zacus Coyle, 1988

## Publication originale
- Ausserer, 1875 : Zweiter Beitrag zur Kenntniss der Arachniden-Familie der Territelariae Thorell (Mygalidae Autor). Verhandlungen der kaiserlich-königlichen zoologisch-botanischen Gesellschaft in Wien, vol. 25, p. 125-206 (texte intégral).